# 無可置疑
〈ノーダウト〉（英語：no doubt，中文直譯為無可置疑）是日本樂團Official髭男dism的第一張實體單曲，於2018年4月11日由波麗佳音發行。這首歌曲作為富士電視台月9電視劇『信用詐欺師JP』的主題曲，也是該樂團第一次為電視劇創作主題曲。

## 概要
- 本歌曲是由信用詐欺師JP企劃‧製作人成河廣明邀請製作的：「聽了很多歌手的歌曲，感覺能和這部劇的故事情節貼合的不多，偶然在半夜看到了髭男的〈Tell Me Baby〉的MV，感覺真是不錯的曲子，於是第二天就去詢問合作了，真的是很偶然的相遇。我們也是想製作一部富有新意的電視劇，能讓這個獨立樂團就此主流出道也滿有意思的 。」[2][註釋 1]
- 〈ノーダウト〉是Official髭男dism的主流出道單曲，與首張專輯《エスカパレード》同日發行。請注意，《エスカパレード》是獨立發行。
- 這張單曲在初回完全限定生產盤中以紙質封套的形式發行。
- 這張單曲的發行是在發售日前一天於澀谷Modi一樓的店頭廣場舉行的【Official髭男dism特別免費演唱會】上突然宣布的[3]。因此，嚴格來說，這首是《エスカパレード》的單曲。[4]
- 2022年8月10日，該歌曲在Billboard JAPAN的串流媒體累積播放次數超過3億次，成為第七首達到3億次的歌曲。[5]
- 2024年6月19日，該歌曲在Billboard JAPAN的串流媒體累積播放次數超過4億次。[6]

## 収録專輯
エスカパレード
#2 ノーダウト
TSUTAYA RENTAL SELECTION 2015 - 2018
#9 ノーダウト

## 翻唱
- 真山りか（私立恵比寿中学）- 演唱會專輯《エビ中 秋麗と轡虫と音楽のこだま 題して『ちゅうおん』2020》中收錄了這首歌。